# Kalanchoe longiflora
A Kalanchoe longiflora é uma espécie de suculenta do gênero Kalanchoe, da família Crassulaceae. Ocorre na África do Sul .